# Tethering

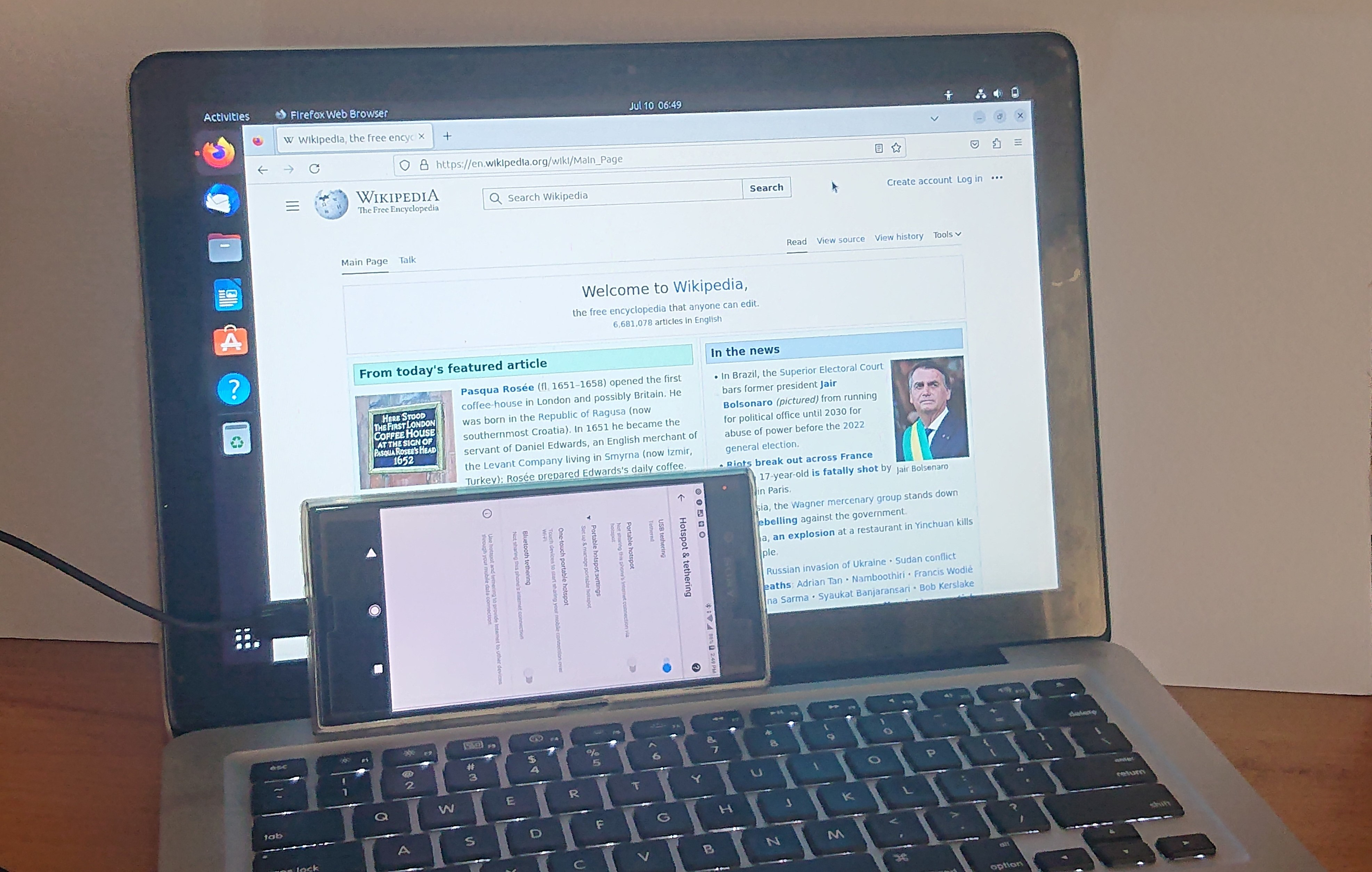
一支智慧手機透過USB線繫連筆記型電腦

繫連（英語：Tethering）是指將行動裝置的所接收的蜂巢式網路或是Wi-Fi網路透過無線或有線的方式分享給其他裝置使用，tether一詞在英語中為「綁縛、拴繫」之意。目前行動裝置上共有三種繫連方式：Wi-Fi網路共用、藍牙網路共用和USB網路共用。通常稱透過Wi-Fi的繫連為行動熱點（Mobile Hotspot）。

## 功能概述
它利用行動裝置，如手機或平板電腦，作為無線路由器，或是無線接取器熱點。其他裝置，如筆記型電腦或PDA，可以透過WIFI的無線局域網、或是藍牙等無線傳輸，或是USB之類的實體傳輸線，來跟手機連結。之後再利用手機的2G或3G數據機連線，或是無線局域網，連結到網際網路，達到分享上網的功能。
許多智慧型手機，以軟體的方式，來提供這個功能。行動作業系統中，包括Windows Phone（在某些手機上還不支援這個功能），Android（在2.2版 Froyo後內建），iOS（經過iOS越獄的手機，或是採用iOS 4.3版之後的iPhone 4，iPhone 4S，或iPad 3）都支援這項功能。在具備Wi-Fi熱點功能的多數Symbian手機，MeeGo裝置，以及所有的WebOS裝置，也都提供這個功能。

## 限制
在美國，受到電信業者AT&T的要求，AT&T定制版iPhone去掉了原本內建的這個功能，從而需要依靠第三方軟體來實現此功能。AT&T和Verizon Wireless两家電信業者對使用手機作為數據機的用戶額外徵收Tethering費用。在日本，電信公司也對於需使用Tethering的用戶加收費用後，提供密碼開啟該功能。